# Gávavencsellő
Gávavencsellő é uma vila da Hungria, situada no condado de Szabolcs-Szatmár-Bereg. Tem 66,83 km² de área e sua população em 2019 foi estimada em 3.481 habitantes.